# Milwich
Milwich – wieś i civil parish w Anglii, w Staffordshire, w dystrykcie Stafford. W 2011 civil parish liczyła 418 mieszkańców. Milwich jest wspomniana w Domesday Book (1086) jako Melewich/Mulewiche.